# Povodí Moravy (státní podnik)
Povodí Moravy, s.p. je státní podnik se sídlem v Brně. Byl založen v roce 1966. Jeho náplní je správa významných vodních toků, činnosti spojené se zjišťováním a hodnocením stavu povrchových a podzemních vod v oblasti povodí Moravy. Jeho zakladatelem je Ministerstvo zemědělství. Podnik je rozdělen na tři závody:
- závod Dyje – zahrnuje povodí Dyje (hydrologické pořadí 4-14, 4-15, 4-16 a 4-17)
- závod horní Morava – zahrnuje povodí horní a střední Moravy po Kroměříž včetně povodí Moštěnky a Rusavy (4-10, 4-11, 4-12)
- závod střední Morava – zahrnuje povodí dolní Moravy od Kroměříže včetně povodí Hané (4-12, 4-13) a také české části povodí pravostranných přítoků Váhu (4-21-07, 4-21-08 a 4-21-09).

## Vodní díla
Podnik spravuje 35 přehradních nádrží a dvanáct rybníků. Jsou to nádrže Bojkovice, Boskovice, Brno, Bystřička, Dalešice, Dlouhé stráně - dolní, Dlouhé stráně - horní, Fryšták, Horní Bečva, Hubenov, Jevišovice, Karolinka, Koryčany, Landštejn, Letovice, Ludkovice, Luhačovice, Mohelno, Moravská Třebová, Mostiště, Nemilka, Nová Říše, Nové Mlýny - dolní, Nové Mlýny - horní, Nové Mlýny - střední, Oleksovice, Opatovice, Plumlov, Slušovice, Těšetice, Vír I, Vír II, Vranov, Výrovice, Znojmo a rybníky Hlohovecký rybník, Jarohněvický rybník, Jaroslavický dolní rybník, Matějovský rybník, Mlýnský rybník, Nesyt, Novoveský rybník, Olšovec, Podhradský rybník, Starý rybník, Veselský rybník, Vrkoč.